# Antonio Cañero
Antonio Cañero (Córdoba, 1 de enero de 1885-21 de febrero de 1952) fue un rejoneador español. Sus faenas con rejón supusieron el renacimiento de una práctica olvidada durante mucho tiempo en beneficio del toreo a pie.

## Biografía
Antonio Cañero era hijo de un profesor de equitación. También él enseñó la equitación, pero en el Ejército, donde sería capitán de Caballería. Fue a consecuencia del triunfo que obtuvo en Madrid el 14 de octubre de 1921, durante una corrida patriótica, por lo que se decidió a convertirse en torero profesional, con una interpretación única de la tauromaquia a caballo.
Antes, en efecto, había participado en numerosos concursos ecuestres y había logrado varios premios de renombre en Francia, España y Portugal. 
Aunque sus primeros escarceos en el mundo de la tauromaquia se remonten al año 1913, cuando se anunciaba su presencia como torero a pie en varios festivales taurinos, no será hasta más adelante cuando adopte un nuevo papel a caballo. Sus verdaderos comienzos, pues, como rejoneador profesional datan del 2 de septiembre de 1923.
Durante los actos de sublevación del golpe de Estado de 1936 que dio origen a la Guerra Civil Española, Antonio Cañero se convirtió en el referente de una agrupación de voluntarios de corte fascista compuesto por los caballistas de la capital, capataces y aperadores de las grandes fincas. El Escuadrón de Cañero perpetró ajusticiamientos en Almodóvar del Río así como la "liberación" de Montemayor, Nueva Carteya y Baena como parte de la columna mandada por el coronel Sáenz de Buruaga. En la conocida "limpieza de la sierra" se le imputaron un número considerable de fusilamientos "sin más explicaciones", así como de "tirotear con fusiles de montería a los presos de la Cárcel de Antequera".

## Su carrera
El mundo de la tauromaquia debe el renacimiento del rejoneo, el toreo a caballo, a la figura de Antonio Cañero, un arte que él sistematizó. No obstante, esta forma de toreo muere con él durante los años 1930 y la llegada de la Guerra civil española. Habrá que esperar a la llegada de Álvaro Domecq Díez o de Conchita Cintrón para que la corrida de rejón encuentre otros intérpretes y los favores del público.
Es Antonio Cañero que ha habido la idea de transcurrir de un novillero para la apuesta a muerte del toro. Ha puesto pie a tierra con la muleta y ha afrontado directamente el animal. Es pues el creador de un género que estuvo acogido muy favorablemente de 1923 a 1925. Ha puesto igualmente al punto lo disfraza a partir de ahora adoptado por los rejoneadors.
El 1 de noviembre de 1925, participó en París en un espectáculo ecuestre único, pero su notoriedad decayó rápidamente por Europa. Resultó herido en la plaza de toros de Bilbao e intentó relanzar la corrida española (con la muerte del toro en público) en Portugal, donde esta práctica estaba prohibida desde comienzos del siglo XX. Después de un triunfo sin precedentes en la Ciudad de México en 1927, poco a poco su figura se irá apagando y aparecerá más raramente en los carteles, hasta 1935, fecha en la cual se retiró definitivamente de las plazas de toros.

## Musidora

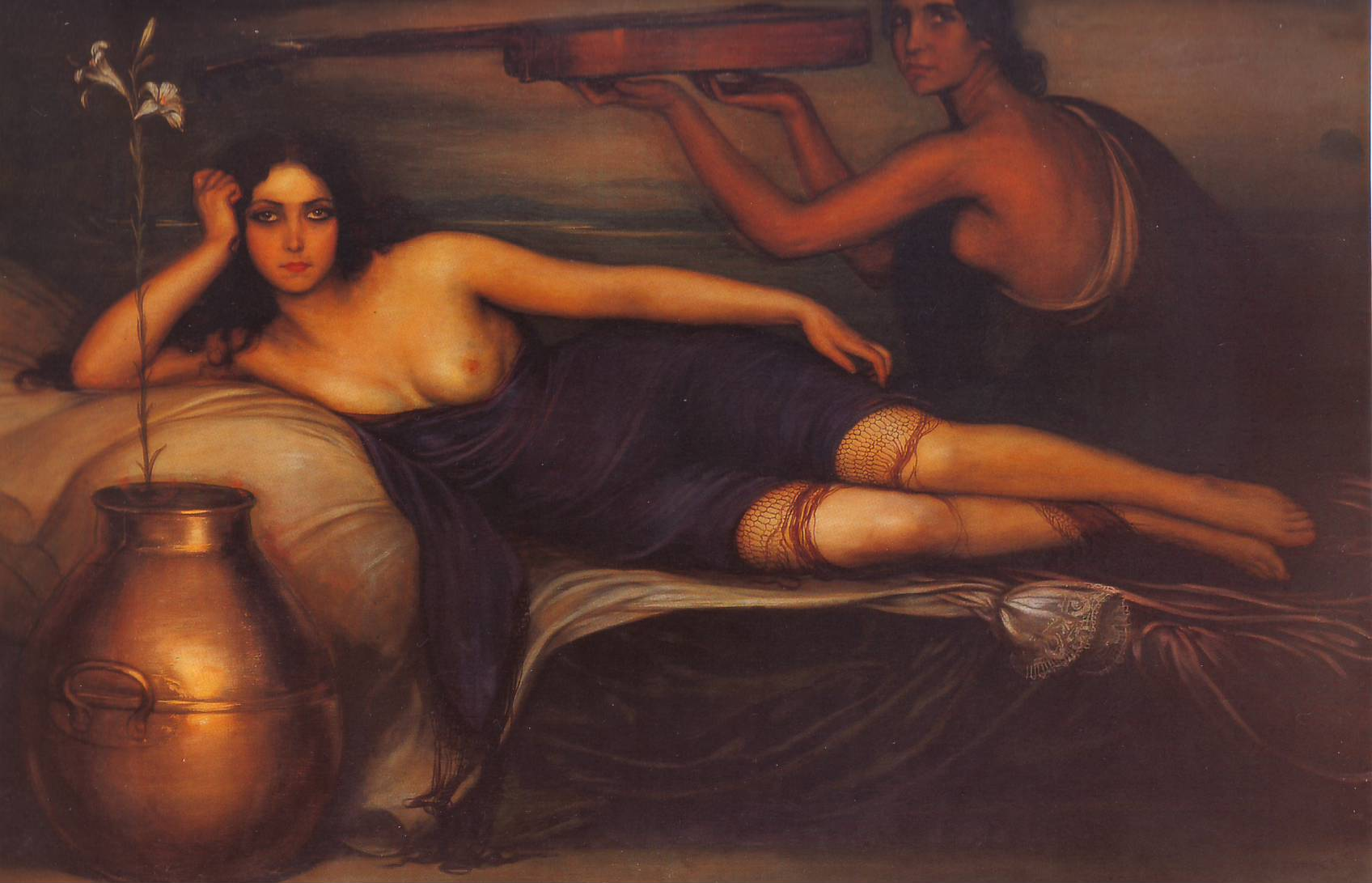
Musidora (1921), de Julio Romero de Torres, Museo Nacional de Bellas Artes de Buenos Aires. Pintura protagonizada por la actriz Jeanne Roques, pintada hacia 1921 y expuesta en la galería argentina en 1922. La guitarra -en segundo plano- aparece callada, levantada, a manera de escopeta.

Fue conocida la relación entre el torero cordobés Antonio Cañero y la actriz francesa Jeanne Roques, Musidora. La actriz llegó a España en 1921 con un contrato de tres meses para actuar en el Teatro de la Comedia de Madrid. Por intermediación de la cupletista Raquel Meller, esposa del escritor guatemalteco Enrique Gómez Carrillo, la actriz conoce al pintor cordobés Julio Romero de Torres, que la plasma en más de un cuadro ese mismo año. Es en el círculo de Romero de Torres en el que conoce al rejoneador Antonio Cañero, un rico hacendado. La actriz estuvo cinco años en suelo español, para volver a París en 1926. Tres de sus películas abordan su paso por España: “Une aventure de Musidora en Espagne”, “Soleil et ombre” y “La tierra de los toros”.